# Willy Serneels
Willy Serneels, né le 25 janvier 1933 à Etterbeek et décédé le 7 septembre 1999 à Laeken, est un architecte belge, diplômé en 1959 de l’École d’architecture Saint-Luc à Saint-Gilles, dont il fut enseignant en 1967, puis directeur de 1979 à 1988. Ayant collaboré avec l’architecte américain Louis I. Kahn de 1963 à 1964, il contribua à transmettre la pensée et l’enseignement de ce dernier en Belgique et en France, tant au travers de sa pédagogie que de ses réalisations personnelles.

## Biographie[3],[4]
Willy Serneels est le petit fils de l’architecte Edmond Serneels (1875-1934), figure du mouvement néogothique tardif à Bruxelles. Son père, Guillaume Serneels (1907-1970), architecte et entrepreneur, travaille principalement en Afrique à Luluabourg (actuellement Kananga) et Bakwanga (actuellement Mbuji-Mayi) pour la Forminière. C’est au Congo belge (actuellement République démocratique du Congo), où il rejoint sa famille en 1948, qu’il fait ses études secondaires à la section scientifique de l’Athénée Royal d’Elisabethville (actuellement Lubumbashi). Outre le Katanga, il voyage au Kasaï et en Rhodésie où il participe au Jamboree en 1954.
Rentré en Belgique en 1954, il se forme à l’architecture à l’École Saint-Luc à Saint-Gilles (Bruxelles) et à l’urbanisme auprès de Gaston Bardet à Saint-Luc Schaerbeek. C’est pendant cette période qu’il rencontre Denise De Ridder, nièce de l’architecte Julien De Ridder (1891-1963), qui deviendra son épouse en 1959.
Diplômé architecte en 1959, il voyage en France, Italie, Suisse et Yougoslavie.
De 1961 à 1963, il collabore pour différents projets d’architecture et d’urbanisme avec l’architecte Henri Doyen, qui fut un de ses enseignants à l'Ecole d'architecture Saint-Luc . Dans ces mêmes années, il enseigne un cours de recherche artistiques à l’Institut Saint-Luc de Bruxelles.
En 1963, il obtient une «Assistantship» de l'Université de Pennsylvanie à Philadelphie et une bourse de voyage Fulbright. De 1963 à 1964, il est étudiant puis assistant de Louis I. Kahn, de Robert Le Ricolais et d’August Komendant, et il obtient un Master Degree en architecture. De 1964 à 1966, outre des voyages aux États-Unis et au Mexique, il est collaborateur de Louis I. Kahn pour lequel il participe à l'étude du projet d'exécution du Centre Gouvernemental de Dacca (Bangladesh), ainsi qu’aux projets de l'Institut de Gestion d'Ahmedabad (Inde) et du  Centre Gouvernemental d'Islamabad (Pakistan).
Rentré en Europe en 1966, il travaille pour le Groupe Structures au projet de l'immeuble Philips (place De Brouckère) et au concours pour la Caisse d'épargne à Bruxelles, avant de travailler pour son propre compte dès 1967 et de commencer sa carrière d’enseignant du projet à l'Institut supérieur d'architecture Saint Luc à Saint-Gilles (Bruxelles), dont il sera directeur de 1979 à 1998.
De 1977 à 1979, il est inspecteur intérimaire pour l'enseignement de l'architecture, et en 1978, il devient membre du Conseil supérieur de l'enseignement supérieur artistique, dont il devient le président en 1989. La même année, il devient membre de la Commission royale des monuments et sites de Bruxelles et membre du Collège d'urbanisme de la région de Bruxelles-Capitale. Il est régulièrement membre de jury de concours d'architecture en Belgique et en France, et participe aux travaux de différentes organisations belges et internationales telles que les Maisons de la Mémoire, fondées en 1985 à l'initiative du professeur Albert d'Haenens (Université Catholique de Louvain), l’International Laboratory of Architecture and Urban Design (ILAUD) fondée en 1976 par Giancarlo De Carlo, l’European Association for Architectural Education (EAAE), et Eurocultures, Observatoire du développement socioculturel de la Ville, dont il est le président de 1994 à 1999.
Parallèlement à ses activités en Belgique, il enseigne le projet à Paris à l’École spéciale d'architecture, boulevard Raspail, de 1968 à 1970, puis à l’École d'architecture de Paris-Belleville jusqu’en 1998.
Sa production architecturale est peu abondante du fait de son engagement pédagogique. En pleine période postmoderne, elle a cependant plus ou moins marqué la génération d’architectes qui furent ses élèves, se démarquant des courants dominants par une rigueur intellectuelle, fondée sur une interprétation personnelle de la pensée de Louis I. Kahn, son principal mentor
Outre les réalisations signées en son nom propre, ses projets furent développés de 1969 à 1971 au sein du Bureau d'architecture Da Vinci, puis au sein de la société coopérative d’architecture Cooparch à laquelle il participa à la fondation en 1978.
Il prend sa retraite en 1998 et décède à Laeken (Bruxelles) le 7 septembre 1999.

## Œuvres architecturales

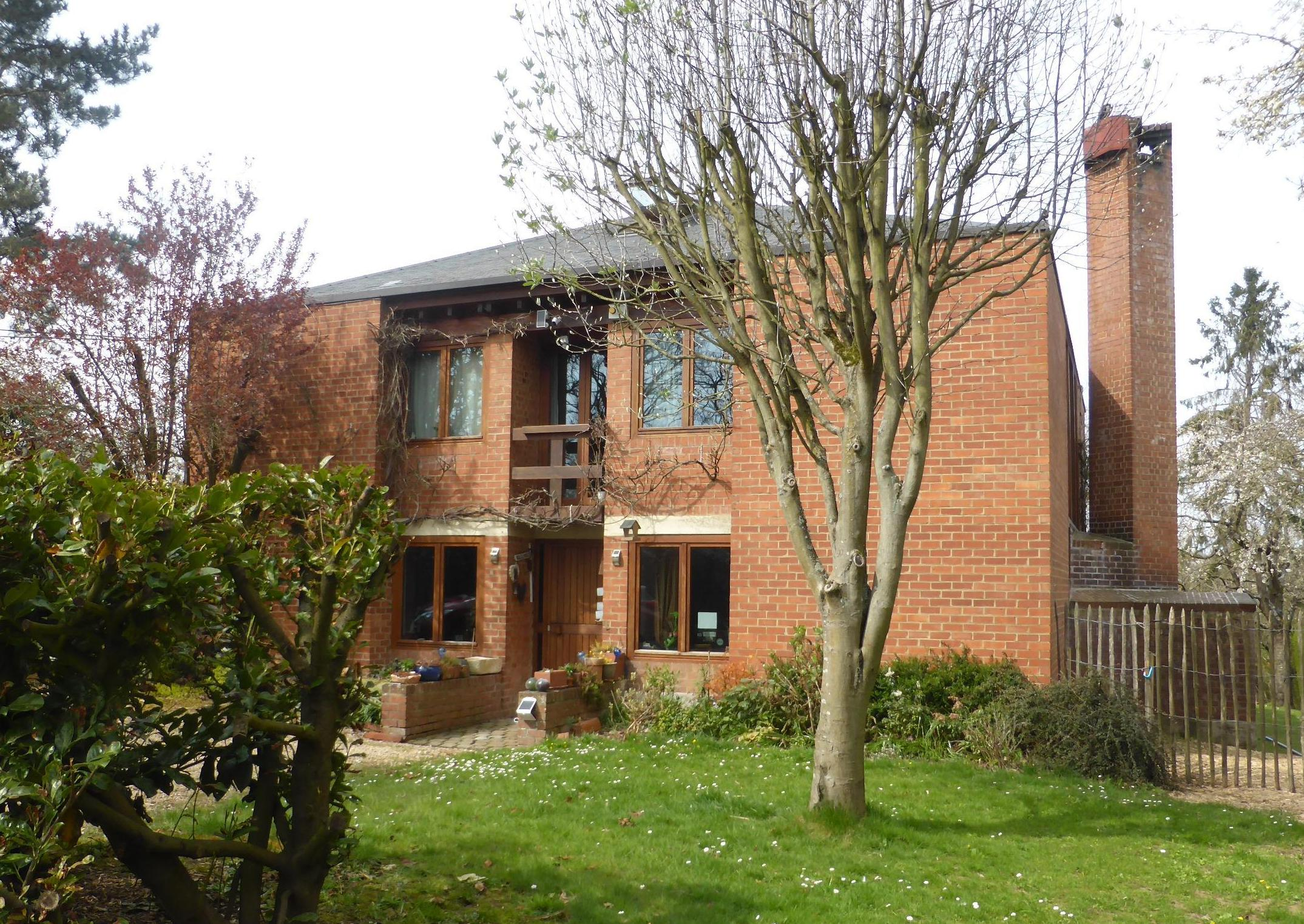
Façade principale de la Maison Mottard à Chaumont-Gistoux

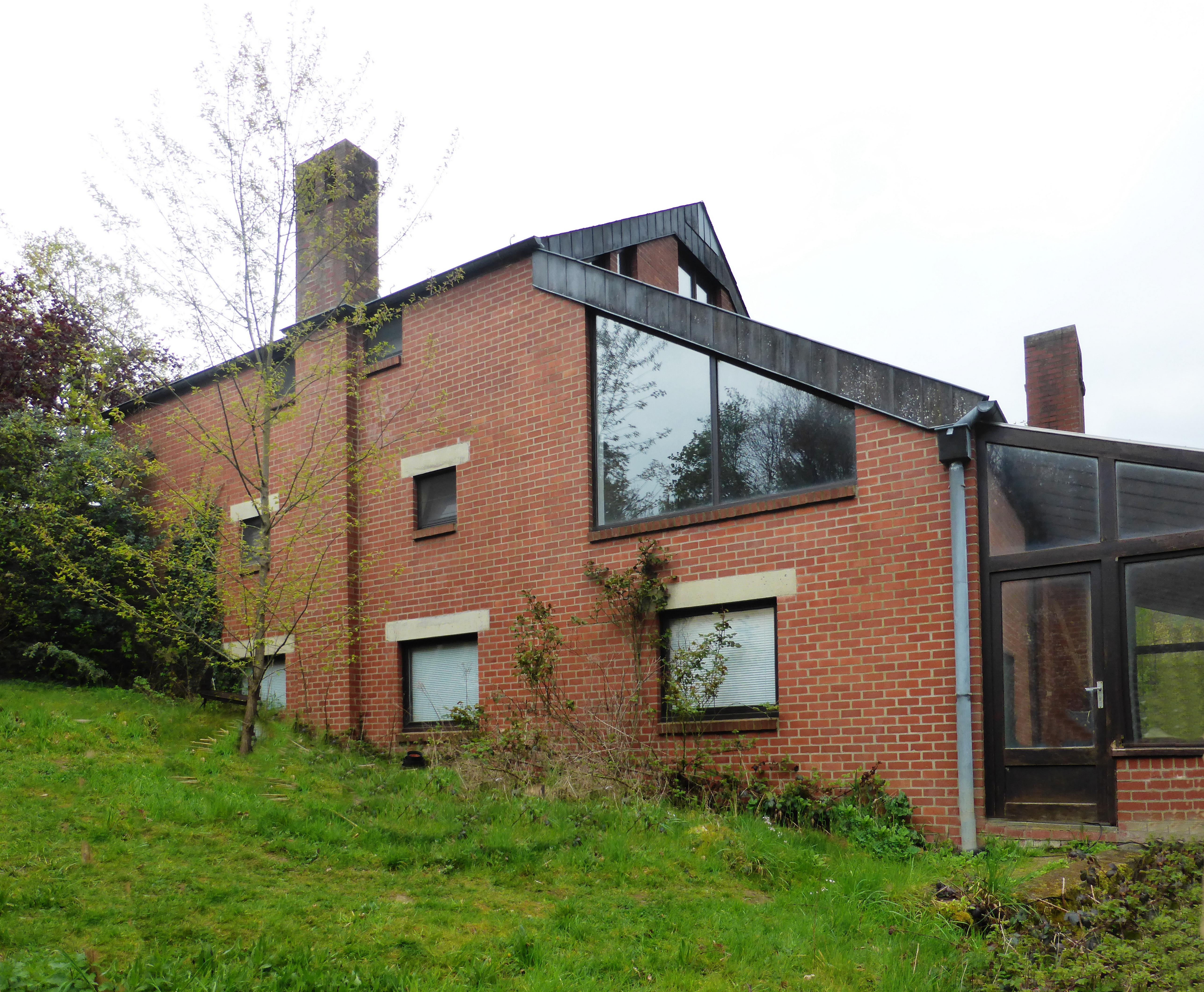
Maison Oleffe-Ferreras dans la pente de son terrain à Ottignies

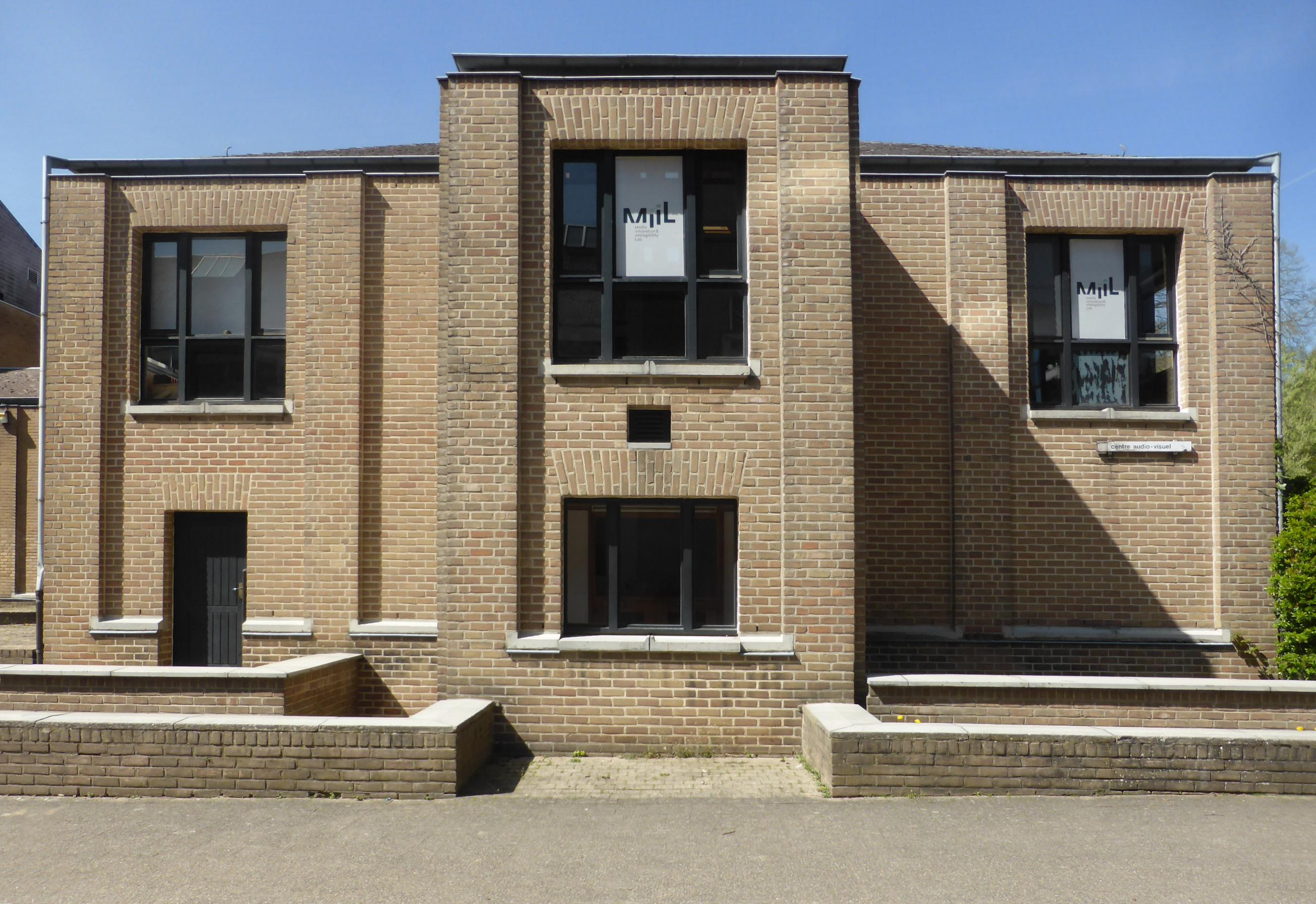
façade de l'entrée du Centre Audiovisuel (CAV) à Louvain-la-Neuve

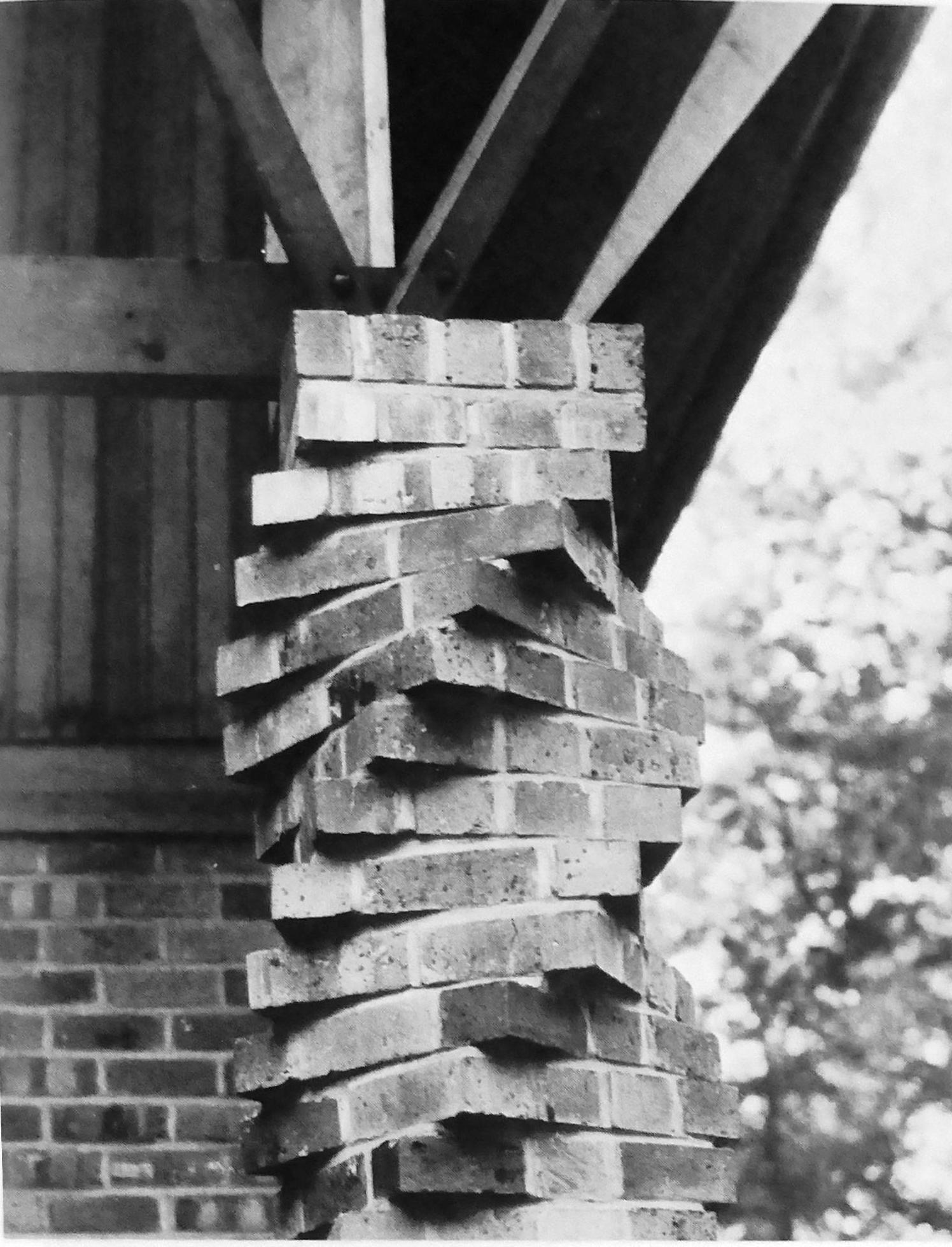
détail de la colonne à l'entrée de la villa Scalais à Villers-la-Ville

## Œuvres architecturales[15]
- Maison Swinnen[16] - Uccle – 1970
- Maison Thiebaud[17] - Uccle - 1970
- Maison Mottard[18] – Diont-le- Mont – 1972
- Maison Leeman (projet) – Uccle - 1972
- Maison Pastoor Van Lommel[19],[20]- Schaffen-Diest – 1974
- Chalet Alex Maes – Rombouchy – 1974
- Maison Roelandt (non réalisée) - 1974
- Maison Ferreras-Oleffe[21] – Ottignies – 1975
- Maison Uytterhoeven – Wemmel- 1975
- Maison Klock – Geves – 1975
- Maison Closset (non réalisée) - 1977
- Centre Audio-Visuel (CAV) - Louvain-la-Neuve – 1978-1982
- Maison Struys (non réalisée) - 1978
- Institut supérieur d'architecture Saint-Luc (avec Jean Cosse, Henri Doyen et Brigitte Degroof), à Saint-Gilles - 1986-1989
- Maison Scalais[22] – Villers-la-Ville – 1983
- Ensemble «La Brasserie», 17 logements (non réalisé) – Watermael-Boitsfort – 1988
- Pavillon belge à l’exposition de Séville (concours, non réalisé)  - 1989